# SNAPC1
SNAPC1 (англ. Small nuclear RNA activating complex polypeptide 1) – білок, який кодується однойменним геном, розташованим у людей на короткому плечі 14-ї хромосоми. Довжина поліпептидного ланцюга білка становить 368 амінокислот, а молекулярна маса — 42 994.
| 10         |  | 20         |  | 30         |  | 40         |  | 50         |
| ---------- |  | ---------- |  | ---------- |  | ---------- |  | ---------- |
| MGTPPGLQTD |  | CEALLSRFQE |  | TDSVRFEDFT |  | ELWRNMKFGT |  | IFCGRMRNLE |
| KNMFTKEALA |  | LAWRYFLPPY |  | TFQIRVGALY |  | LLYGLYNTQL |  | CQPKQKIRVA |
| LKDWDEVLKF |  | QQDLVNAQHF |  | DAAYIFRKLR |  | LDRAFHFTAM |  | PKLLSYRMKK |
| KIHRAEVTEE |  | FKDPSDRVMK |  | LITSDVLEEM |  | LNVHDHYQNM |  | KHVISVDKSK |
| PDKALSLIKD |  | DFFDNIKNIV |  | LEHQQWHKDR |  | KNPSLKSKTN |  | DGEEKMEGNS |
| QETERCERAE |  | SLAKIKSKAF |  | SVVIQASKSR |  | RHRQVKLDSS |  | DSDSASGQGQ |
| VKATRKKEKK |  | ERLKPAGRKM |  | SLRNKGNVQN |  | IHKEDKPLSL |  | SMPVITEEEE |
| NESLSGTEFT |  | ASKKRRKH   |  |            |  |            |  |            |

A: Аланін

C: Цистеїн

D: Аспарагінова кислота

E: Глутамінова кислота

F: Фенілаланін

G: Гліцин

H: Гістидин

I: Ізолейцин

K: Лізин

L: Лейцин

M: Метіонін

N: Аспарагін

P: Пролін

Q: Глутамін

R: Аргінін

S: Серин

T: Треонін

V: Валін

W: Триптофан

Кодований геном білок за функцією належить до фосфопротеїнів. 
Задіяний у таких біологічних процесах, як транскрипція, регуляція транскрипції. 
Білок має сайт для зв'язування з ДНК. 
Локалізований у ядрі.